# بخش بیسوانات
بخش بیسوانات (به انگلیسی: Biswanath district) یک منطقهٔ مسکونی در هند است که در North Assam division واقع شده‌است. بخش بیسوانات ۱٬۱۰۰ کیلومتر مربع مساحت و ۶۱۲٬۴۹۱ نفر جمعیت دارد و ۴۸−۸۴۹ متر بالاتر از سطح دریا واقع شده‌است.